# Großer Plöner See
Großer Plöner See – jezioro w północnych Niemczech, największe w kraju związkowym Szlezwik-Holsztyn, w powiecie Plön.
Jezioro liczy 29,1 km² powierzchni. Głębokość średnia wynosi 12,9 m, a maksymalna 56,2 m. Lustro jeziora znajduje się na wysokości 21 m n.p.m. Objętość – 376 mln m³, długość linii brzegowej – 41,4 km. Przez jezioro przepływa rzeka Schwentine. Nad północnym brzegiem położone jest miasto Plön.